# Шандор Боднар
Шандор Боднар (мађ. Bodnár Sándor) је био мађарски фудбалер и репрезентативац. Као члан репрезентације такмичио се на Летњим олимпијским играма 1912. године.
Био је члан мађарске олимпијске репрезентације и одиграо је један меч на главном турниру као и два меча на утешном турниру. На утешном турниру постигао је један гол, али је у мечу када је Мађарска играла против Енглеске промашио пенал при 0:0.
Касније се правдао да није видео клин који је теренски радник оставио на белој тачци. Када је шутнуо лопту, шутнуо је и овај шиљак, па зато није дао гол. Његови клубови у Мађарској били су НШК (Немзети ШК) и МАК (Мађар АК). За репрезентацију је наступио 20 пута и постигао 18 голова (1910–1916). Он је постигао стоти гол за репрезентацију Мађарске 1912. године на утакмици против Норвешке.

## Достигнућа

### Играч
- Летње олимпијске игре
  - 5.: 1912. Стокхолм
- Првенство Мађарске
  - 2. место: 1906/07, 1908/09.
  - 3. место: 1907/08.